# 박정진
박정진(朴正眞, 1976년 5월 27일 ~ )은 전 KBO 리그 한화 이글스의 투수이자, 현 KBO 리그 한화 이글스의 2군 투수코치이다.

## 선수 시절

### 아마추어 시절
초등학교 때는 투포환처럼 연식구를 던지는 공 던지기 선수였다. 이 때 습관으로 투포환 던지듯 팔을 옆으로 뻗어서 투구하는 스타일이 굳어졌고 이는 훗날 성인 야구 초기 부상으로 주저앉게 된 원인이 됐다. 청주중학교에 입학해 야구를 시작했고 감독에 의해 일찌감치 투수로 포지션이 고정됐지만 작은 키 때문에 주목받지 못했다. 청주고등학교로 진학이 예정돼 있었으나 청주고 야구부 7명이 여교사를 상대로 저지른 집단 탈선 사건으로 팀이 해체돼 1992년에 세광고등학교로 진학했다.
세광고 3학년 때인 1994년 대통령배 전국고교야구대회에서 7년만에 4강에 올라가는 이변을 연출했다. 8강전에서 중앙고를 상대로 11탈삼진 완봉승을 거둔 데 이어, 4강전에서는 구원 등판 후 상대 대전고 에이스 김병준과 투수끼리 홈런을 주고 받는 명장면을 만들었다. 대통령배에서의 눈부신 활약에 힘입어 1994년 7월 제 14회 세계 청소년 야구 선수권 대회를 위한 대한민국 청소년 국가대표팀에 선발됐다. 당시 대표팀에는 고교 최대어 김건덕과 김병준, 이승엽, 최동진, 김선우, 김상태 등 투타를 겸비한 당대 최고의 투수들이 포진해 대회 시작부터 언론의 주목을 받았다. 하지만 좌완 이승엽이 어깨 부상으로 타자로만 기용되며 팀 내 유일한 왼손 투수로 대회에 출전했다. 7월 25일 브라질전에서 구원 등판해 무실점으로 막았고 7월 27일 파나마전에서는 2이닝 1실점을 기록했다. 7월 30일 네덜란드전에서 선발 등판했지만 1회에 4피안타를 허용하고 3실점하며 강판당했다. 그러나 한국은 9회 극적인 역전승으로 4강에 진출했고, 결국 결승전에서 치열한 난타전 끝에 미국을 꺾고 13년만에 우승했다.
세계 선수권 대회 우승 후 여타 우승 멤버들처럼 프로팀과 대학교 사이에서 벌어진 스카우트 쟁탈전이 있었으며, 연세대학교 입학 과정에서도 2중 등록 파문이 일 정도로 한화 이글스와의 스카우트 전쟁에 한동안 휘말렸다.
연세대 3학년 때인 1997년에는 김동주, 김선우, 서재응, 조인성 등과 함께 아시아 야구 선수권 대회 국가대표에 발탁돼 우승을 차지했다. 일본전에서 선발 등판해 3점 홈런을 허용한 후 우에하라 고지와 맞대결을 벌이며 후쿠도메 고스케, 니오카 도모히로 등 일본의 막강 타선을 끝까지 잘 막았지만 결국 완투패했다.
연세대 4학년 때인 1998년 대통령기 전국대학야구대회에서 팀을 우승으로 이끌며 우수 투수상을 수상했고, 그 해 6월 한·미 야구 선수권 대회에 국가대표로 참가했다. 미국과의 1차전에서 구원 등판해 2이닝 1실점으로 승리 투수가 됐고, 김병현이 롱릴리프로 15탈삼진을 잡아 유명세를 탔던 2차전에서는 선발 등판해 케이시 포섬과 맞대결을 벌였다. 한 달 뒤 야구 월드컵에 출전해 준우승을 거뒀다.

### 한화 이글스시절
1999년 신인 드래프트에서 1차 지명을 받아 입단했다. 2001년 시즌부터 2004년 시즌까지 선발과 불펜을 오가며 비교적 활발하게 활동하다가 2004년 병역비리 사건에 연루돼 이듬해 공익근무요원으로 대체 복무했다. 2008년 2월에 소집 해제됐지만 2009년 원 포인트 릴리프로 2홀드만 기록하고 어깨 부상으로 별다른 활약을 보이지 못했다.
2009 시즌 후 방출설이 제기됐으나, 당시 감독이었던 한대화가 좌완 불펜이 부족하다고 판단해 그를 교육 리그에 파견하며 다시 한 번 기회를 줬다. 이에 부응해 2010년 56경기에 등판해 79.1이닝동안 2승 4패, 10세이브, 6홀드, 3점대 평균자책점을 기록하며 팀에서 가장 뛰어난 셋업맨 겸 마무리가 됐다.
2011년에도 팀에서 필승 계투조로 활동했고 감독 추천 선수로 데뷔 첫 올스타에 선정됐다. 3이닝 이상 등판 경기만 5차례에 5경기 연속 등판도 있었을만큼 길고 자주 던졌으며, 지난 시즌의 상승세를 시즌 막판까지 이어갔다. 결국 64경기에 등판해 86이닝동안 7승 6패, 7세이브, 16홀드, 3점대 평균자책점을 기록하며 데뷔 후 최고의 활약을 펼쳤다. 류현진이 부상으로 주춤한 틈을 타 팀의 투수 고과 1위를 차지했고, 당초 5,000만원 연봉 인상을 제시했던 구단이 팀 내 최고액인 5,500만원으로 연봉 인상폭을 높이며 73.3% 인상된 1억 3,000만원에 계약해 데뷔 첫 억대 연봉에 진입했다.
2012년에는 64경기에 출장해 3세이브, 12홀드를 올렸지만 어깨 통증으로 2군에 내려가며 49.1이닝동안 5점대 평균자책점으로 부진했다. 2013년에도 부상으로 인해 전반기를 건너뛰며 30경기에 등판해 21.2이닝동안 1세이브, 6홀드, 5점대 평균자책점 등 모든 부문에서 스탯이 하락했다. 하지만 2013 시즌 후 FA를 선언해 2년 총액 8억원(계약금 3억원, 연봉 2억원, 옵션 1억원)의 조건으로 팀에 잔류했다.
2015년에 당시 감독이었던 김성근이 구상한 필승조 구원 3인방에 권혁, 윤규진과 함께 포함돼 시즌 상반기 팀이 치른 77경기 중 무려 2/3에 해당하는 49경기에 등판했고 65.2이닝을 던졌다. 더 놀라운 것은 왼손 투수지만 단 한 명의 타자만 막아내는 좌타자 상대 스페셜리스트가 아니라 경기당 1.1이닝꼴의 롱릴리프 역할을 맡았다는 점이다. 그러나 8월 이후 체력 고갈과 연투로 인한 부상 우려까지 더해지며 페이스가 급격히 떨어졌다. 많은 나이에 부상 전력까지 있음에도 3~5회에 조기 투입될 정도로 경기 상황을 가리지 않았고 2연투 17번, 3연투 6번, 2이닝 이상 투구도 20경기에 달하자 야구계에서도 팀 불펜을 언급할 때 '노예' 혹은 '혹사'라고 불렀다. 9월 초 들어 떨어졌던 체력과 투구 밸런스가 어느 정도 회복됐지만 이후 어깨 통증이 재발해 시즌 막판에는 등판하지 못했다. 시즌 76경기에 등판해 96이닝동안 6승 1패, 92K, 1세이브, 15홀드, 3점대 평균자책점을 기록하며 지난 3년간의 부진을 털어내고 제 2의 전성기를 맞이했다.
2016년에도 KBO 리그의 최고령 노예로 활동했다. 비록 성적은 4승 4패, 85K, 6홀드, 5점대 평균자책점으로 2015년에 비해 다소 떨어졌지만 송창식, 권혁 등 동료들이 하나, 둘 시즌을 조기 마감하는 사이에도 시즌 끝까지 마운드를 지켰다. 특히 77경기 등판은 개인 최다 기록이자 2016년 10개 구단 투수 중 최다 등판 기록이었다.
2017년에 김성근이 감독직에서 물러나고 이상군 감독대행 체제로 전환된 후에도 무릎 통증으로 결장한 한 달을 제외하면 흔들림 없이 팀의 뒷문을 지켰다. 시즌 3승 2패, 1세이브, 7홀드로 평범했지만 3점대 평균자책점, 0.222의 피안타율을 기록했다. 26홀드를 합작한 권혁과 송창식이 나란히 6점대 평균자책점에 그치며 부진한 가운데 마무리 정우람을 제외하면 팀 마운드에서 가장 믿을 수 있는 불펜으로 인정받았다. 2017 시즌 후 FA 자격을 취득해 2년 총액 7억 5,000만원에 잔류했다. 이는 역대 FA 최고령 계약이었다.

## 야구선수 은퇴 후
2020년부터 한화 이글스의 불펜코치로 활동했다.

## 별명
- 부진한 모습을 보이다가 재기해 '노망주'라고 불린다.[26]
- 나이가 많아 '정진옹'이라고 불린다.
- 노장의 나이에 성공해 '박회춘'이라고 불린다.

## 출신 학교
- 충북 중앙초등학교
- 청주중학교
- 세광고등학교
- 연세대학교

## 통산 기록
| 연도 | 팀명   | 평균자책점 | 경기 | 완투 | 완봉 | 승 | 패 | 세 | 홀 | 승률  | 이닝  | 피안타 | 피홈런 | 볼넷 | 사구 | 탈삼진 | 실점 | 자책점 |
| ---- | ------ | ---------- | ---- | ---- | ---- | -- | -- | -- | -- | ----- | ----- | ------ | ------ | ---- | ---- | ------ | ---- | ------ |
| 1999 | 한화   | 8.03       | 12   | 0    | 0    | 0  | 0  | 0  | 0  | -     | 12.1  | 15     | 2      | 10   | 0    | 11     | 12   | 11     |
| 2000 | 한화   | 5.65       | 17   | 0    | 0    | 0  | 0  | 0  | 0  | -     | 14.1  | 17     | 3      | 9    | 1    | 10     | 10   | 9      |
| 2001 | 한화   | 4.74       | 30   | 0    | 0    | 4  | 3  | 0  | 0  | 0.571 | 57    | 53     | 5      | 31   | 2    | 44     | 34   | 30     |
| 2002 | 한화   | 6.65       | 41   | 0    | 0    | 1  | 2  | 0  | 4  | 0.333 | 47.1  | 60     | 11     | 22   | 3    | 37     | 40   | 35     |
| 2003 | 한화   | 4.31       | 57   | 0    | 0    | 6  | 7  | 3  | 11 | 0.462 | 100.1 | 82     | 8      | 50   | 3    | 73     | 52   | 48     |
| 2004 | 한화   | 5.51       | 31   | 0    | 0    | 3  | 1  | 0  | 4  | 0.750 | 32.2  | 33     | 6      | 23   | 0    | 23     | 20   | 20     |
| 2008 | 한화   | 6.75       | 5    | 0    | 0    | 0  | 0  | 0  | 0  | -     | 1.1   | 4      | 1      | 1    | 0    | 0      | 1    | 1      |
| 2009 | 한화   | 3.48       | 17   | 0    | 0    | 0  | 0  | 0  | 2  | -     | 10.1  | 10     | 1      | 8    | 0    | 7      | 5    | 4      |
| 2010 | 한화   | 3.06       | 56   | 0    | 0    | 2  | 4  | 10 | 6  | 0.333 | 79.1  | 58     | 3      | 36   | 3    | 80     | 32   | 27     |
| 2011 | 한화   | 3.24       | 64   | 0    | 0    | 7  | 6  | 7  | 16 | 0.538 | 86    | 70     | 6      | 28   | 1    | 92     | 33   | 31     |
| 2012 | 한화   | 5.47       | 63   | 0    | 0    | 4  | 4  | 3  | 12 | 0.500 | 49.1  | 36     | 4      | 27   | 0    | 45     | 30   | 30     |
| 2013 | 한화   | 5.82       | 30   | 0    | 0    | 1  | 5  | 1  | 6  | 0.167 | 21.2  | 17     | 2      | 14   | 1    | 21     | 15   | 14     |
| 2014 | 한화   | 6.02       | 60   | 0    | 0    | 4  | 4  | 9  | 7  | 0.500 | 49.1  | 54     | 5      | 25   | 1    | 51     | 39   | 33     |
| 2015 | 한화   | 3.09       | 76   | 0    | 0    | 6  | 1  | 1  | 15 | 0.857 | 96    | 84     | 8      | 39   | 5    | 92     | 37   | 33     |
| 2016 | 한화   | 5.57       | 77   | 0    | 0    | 4  | 4  | 0  | 6  | 0.500 | 84    | 96     | 11     | 33   | 2    | 85     | 58   | 52     |
| 2017 | 한화   | 3.94       | 55   | 0    | 0    | 3  | 2  | 1  | 7  | 0.600 | 48    | 38     | 6      | 24   | 3    | 51     | 28   | 21     |
| 통산 | 16시즌 | 4.55       | 691  | 0    | 0    | 45 | 43 | 35 | 96 | 0.511 | 789.1 | 727    | 82     | 380  | 25   | 722    | 446  | 399    |